# Šarh
Šarh je priimek več znanih Slovencev:
- Alfonz Šarh (1893—1943), kmet, partizan in narodni heroj Jugoslavije